# اندیشه غرب‌زدگی
غرب‌زدگی عبارتست از تقلید بی چون و چرای انسان شرقی در ظاهر و بیان و رفتار از فرهنگ غرب بدون اینکه برداشت فکری از آن داشته باشد. مطرح کردن راهکارها و نظرات غربیها بدون تفکر انتقادی راجع به آنها و استفاده از لغات زبانهای غربی بدون ترجمهٔ مناسب از نمونه‌های فکری این پدیده هستند.
از اواخر دوران قاجار می‌توان اصطلاح فرنگی‌مآب را در آثار برخی ایرانیان مشاهده کرد. پس از جنگ جهانی اول اولین کسی که به‌طور جدی به آن پرداخت، محمد علی جمالزاده در داستان کوتاه «فارسی شکر است» در ۱۳۰۰ش/۱۹۲۱م بود که از آن به فرنگی‌مآبی یاد کرد و گفت یقیناً صد سال دیگر هم رفتار و کردار فرنگی مآبان برای مردم ایران مسخره خواهد بود. احمد کسروی در ۱۳۱۱/۱۹۳۲ از آن به‌عنوان اروپایی گری یاد می‌کند و معتقد است معایب معنوی آن بر مزایای مادی آن می‌چربد. پس از جنگ جهانی دوم، فخر الدین شادمان به‌طور جدی‌تری نسبت به خطر استیلای فرهنگ غرب هشدار می‌دهد و غرب‌شناسی را جایگزینی برای آن می‌داند و به‌عنوان ضرورت مطرح می‌کند. در سالهای پس از کودتای ۲۸ مرداد، احمد فردید در سمیناری اصطلاح غربزدگی را برای این پدیده ضرب می‌کند که با انتشار کتاب غربزدگی آل احمد در جامعه عمومیت پیدا می‌کند. در سالهای دهه پنجاه شمسی منتهی به انقلاب ایران افرادی چون احمد فردید، علی شریعتی، سید حسین نصر، داریوش شایگان، رضابراهنی و احسان نراقی تمدن غرب را کاملاً ورشکسته و بدون آینده خواندند و تنها راه دوام تمدن بشری را ارایه راه حلی جدید از طرف علمای مسلمان دانستند. پس از انقلاب این عکس العملها بسمت غرب ستیزی رفت که از شخصیتهای آن از مصباح یزدی- رضا داوری اردکانی و شهریار زرشناس می‌توان نام برد.

## تاریخچه

### تاریخچه و اهمیت
سرنخ‌های این مفهوم را در سال‌های آغازین ۱۳۰۰ می‌توان جست و جو کرد. داستان کوتاه «فارسی شکر است» محمد علی جمال زاده در سال ۱۳۰۰ در یکی بود یکی نبود منتشر شد. نمایش‌نامهٔ جعفر خان از فرنگ آمده حسن مقدم که در سال ۱۳۰۱ منتشر شد، «شیک پوش» بزرگ علوی که در سال ۱۳۱۳ نوشته و در چمدان منتشر شد، سرآغازهای به تصویر کشیدن روشنفکران غرب‌زده‌ای است که جز شیک پوشی و زبان فارسی نادرست، فرهیختگی دیگری نداشتند.
اصطلاح غرب‌زدگی در ایران را برای نخستین بار، سید احمد فردید رایج کرد و این واژه را بر اساس تفکر مارتین هایدگر و در نقد فلسفه تکنولوژی غرب به کار برد. این مفهوم تا زمان انتشار کتاب غرب زدگی جلال آل احمد در خفا بود، تا این که کتاب آل احمد در میان مارکسیست‌ها و چپ‌ها و دوستانش دست به دست گردید. این مفهوم ناظر به فقدان هویت ایرانی و غرب‌گرایی در میان روشنفکران بود. حمید دباشی معتقد است که در خلق گستردهٔ واکنش‌های مثبت و منفی و نیز ایجاد ادبیاتی در مورد نقد اجتماعی ایران پیش از انقلاب، هیچ واژه‌ای به اندازهٔ غرب‌زدگی برای درک این اوضاع و شرایط نمی‌تواند به ما کمک کند. دباشی اضافه می‌کند که غرب‌زدگی نزد آل احمد همچون کارت ثبتی است که جوانان انقلابی را می‌توان با آن بازشناخت.
احسان یار شاطر در این باره می‌گوید که هیچ گفتمان دیگری در تاریخ جدید ایران چنین موفقیت و رواج چشمگیری نداشته است.
این گفتمان حتی به عنوان یکی از اجزای اساسی نقد سید روح‌الله خمینی بر حکومت پهلوی دانسته می‌شود.
در دهه چهل و پنجاه علی اصغر حاج سید جوادی، باقر پرهام، اسلام کاظمیه، محمد علی اسلامی ندوشن، سید ابوالقاسم انجوی شیرازی، محمود عنایت و ده‌ها تن دیگر به ساختن این گفتمان کمک کردند.

### جمالزاده و فرنگی مأب
داستان کوتاه «فارسی شکر است» اثر محمد علی جمال زاده جوان فرنگی‌مآبی را به تصویر می‌کشد که به‌همراه جمالزاده و دو نفر دیگر در توقیف به‌سر می‌برد:
چشمم به یک نفر از آن فرنگی‌مآب‌های کذایی افتاد که دیگر تا قیام قیامت در ایران نمونه و مجسمهٔ لوسی و لغوی و بی‌سوادی خواهند ماند و یقیناً صد سال دیگر هم رفتار و کردارشان تماشاخانه‌های ایران را از خنده روده‌برخواهد کرد. با یخه‌ای به بلندی لولهٔ سماوری که دود خط آهن‌های نفتی قفقاز تقریباً به همان رنگ لوله سماورش هم درآورده بود در بالای طاقچه‌ای نشسته و در تحت فشار این یخه که مثل کندی بود که به گردنش زده باشند در این تاریک و روشنی غرق خواندن کتاب رومانی بود. خواستم جلو رفته یک «بن جور موسیویی» قالب زده و به یارو برسانم که ما هم اهل بخیه‌ایم… دو انگشت ابهام را در سوراخ آستین جلیقه جا داده و با هشت رأس انگشت دیگر روی پیش سینهٔ آهاردار بنای تنبک زدن را گذاشته و با لهجه‌ای نمکین گفت: «ای دوست و هموطن عزیز! چرا ما را اینجا گذاشته‌اند؟ من هم ساعت‌های طولانی هر چه کلهٔ خود را حفر می‌کنم آبسولومان چیزی نمی‌یابم نه چیز پوزیتیف نه چیز نگاتیف. آبسولومان آیا خیلی کومیک نیست که من جوان دیپلمه از بهترین فامیل را برای یک… یک کریمینل بگیرند و با من رفتار بکنند مثل با آخرین آمده؟ ولی از دسپوتیسم هزار ساله و بی قانانی و آربیترر که میوه‌جات آن است هیج تعجب‌آورنده نیست. یک مملکت که خود را افتخار می‌کند که خودش را کنستیتوسیونل اسم بدهد باید تریبونال‌های قانانی داشته باشد که هیچ‌کس رعیت به ظلم نشود.» ..... رمضان بیچاره از کجا ادراک این خیالات عالی برایش ممکن بود و کلمات فرنگی به جای خود دیگر از کجا مثلاً می‌توانست بفهمد که «حفر کردن کله» ترجمهٔ تحت‌اللفظی اصطلاحی است فرانسوی و به معنی فکر و خیال کردن است و به جای آن در فارسی می‌گویند «هرچه خودم را می‌کشم…» .... یا آن که «رعیت به ظلم» ترجمهٔ اصطلاح دیگر فرانسوی است و مقصود از آن طرف ظلم واقع شدن است.
جناب موسیو شانه‌ای بالا انداخته و با هشت انگشت به روی سینه قایم ضربش را گرفته و سوت زنان بنای قدم زدن را گذاشته و بدون آن که اعتنایی به رمضان بکند دنبالهٔ خیالات خود را گرفته و گفت: «رولوسیون بدون اولوسیون یک چیزی است که خیال آن هم نمی‌تواند در کله داخل شود! ما جوان‌ها باید برای خود یک تکلیفی بکنیم در آنچه نگاه می‌کند راهنمایی به ملت. برای آنچه مرا نگاه می‌کند در روی این سوژه یک آرتیکل درازی نوشته‌ام و با روشنی کور کننده‌ای ثابت نموده‌ام که هیچ‌کس جرأت نمی‌کند روی دیگران حساب کند و هر کس به اندازهٔ… به اندازهٔ پوسیبیلیته‌اش باید خدمت بکند وطن را که هر کس بکند تکلیفش را! این است راه ترقی! والا دکادانس ما را تهدید می‌کند. ولی بدبختانه حرف‌های ما به مردم اثر نمی‌کند. لامارتین در این خصوص خوب می‌گوید…» و آقای فیلسوف بنا کرد به خواندن یک مبلغی شعر فرانسه که از قضا من هم سابق یکبار شنیده و می‌دانستم مال شاعر فرانسوی ویکتور هوگو است و دخلی به لامارتین ندارد.

### کسروی و اروپاییگری
کسروی یکی از اولین کسانی است که به‌طور جدی به این موضوع پرداخته و آن را اروپایی‌گری می‌نامد. او کتاب آیین را در سال ۱۳۱۱ منتشر کرد. در آن ضمن نقد «اروپایی‌گری»، به لزوم نوسازی «زندگانی کهن شرقی» پرداخت. در پاورقی صفحهٔ اول می‌نویسد که «منظور از اروپا در اینجا و دیگر جاهای این کتاب سراسر غرب است، چه اروپا و چه آمریکا و سرنوشت «شومی» برای کل غرب و غرب‌گرایان پیش‌بینی می‌کند. به نظر او، تکنولوژی مدرن ظاهری آراسته به شتر غرب داده است، در حالی که این‌ها «پیک مرگ ناگهانی» اوست. می‌گفت که غرب با فرایند مدرنیزاسیون چند قرن اخیر، «لاف پیشرفت» سر داده است. اما خوشبختانه ما و اروپا تصور مشترکی از معنای پیشرفت داریم. آرزوی بشریت و فضیلت جهان به «آسایش و خورسندی» همگانی است. او با افسوس و دریغ فراوان می‌گوید که تمامی دستاوردهای تکنولوژیک موجب رنج و سختی شده و سپس می‌افزاید: «ما خوب به یاد داریم که تا بیست سال پیش که زندگانی کهن شرقی خود را داشتیم، آسایشمان چه بود و امروز که به زندگانی غربی آلوده گردیده‌ایم، سختیمان چیست. هنوز هم آغاز کار ماست که هرگاه از این راه که از پی غربیان پیش گرفته‌ایم بر نگردیم، سختی و گرفتاریمان چندین برابر خواهد شد»
کسروی به جهان غرب می‌گوید که سال‌ها روی دردهای انسان مدرن تأمل کرده و نسخهٔ درمان را هم در اختیار دارد. می‌گوید هیچ امیدی به سیاستمداران نیست و فقط خردمندان می‌توانند این دردها را درمان کنند.
به نظر وی، رشد دانش اگرچه نیکوست، اما زیان‌هایی هم داشته است. اولین زیان علوم جدید تقابل با دین و «سست و بیکاره» کردن دین بوده است. کسروی بدون آن که اطلاعی از نظریه ماکس وبر در مورد «اسطوره زدایی جهان توسط علوم تجربی جدید» داشته باشد، نظری مشابه او ابراز می‌دارد. می‌گوید دانش‌های مدرن جهان‌شناسی ادیان را از بین برده و نقش خدا و فرشتگان و دیگر موجودات غیر مادی را از جهان حذف کرده‌اند. به همین دلیل، این دانش‌ها به هر کشوری راه یافته‌اند، «دین از اثر افتاد و انبوه مردم از آن روی گردانیدند». در حالی که دین «عامل بزرگی در زندگانی بود» و فواید بسیار داشت و از انسان‌ها دستگیری می‌کرد.
ادیان و پیغمبران از درد و رنج مردم کاسته بودند، اما «در این دو سه قرن جنبش اروپا سختی آن روزافزون» شد. دستاوردهای تکنولوژیک غرب (اتومبیل، راه‌آهن، هواپیما، کشتی‌های تندرو، تلگراف، تلفن، رادیو، چراغ برق، صنعت، و…) که این همه به آن می‌نازند، موجب جنگ و نبرد است، در حالی که باید درد دشمنی و کشاکش را درمان کرد. او به رادیکال‌ترین شکل ممکن می‌گوید که مدرنیزاسیون هیچ دستاوردی برای بهبود زندگی بشریت نداشته و درخت را باید از روی میوه اش شناخت، «پس چه سودی از این اختراعات به‌دست جهانیان آمده که اروپا این همه بدانها می‌بالد و شرق و غرب را از لاف پیشرفت و برتری جهان پر ساخته است؟». منت گذاشتن غرب وقتی معنا دارد که سختی‌ها کاهش یافته و دشمنی‌ها مرتفع شوند. مدرنیزاسیون به زندگی سرعت بسیار داده و گویی اوقات فراغت برای آدمیان آفریده است. در حالی که به رقابت دامن زده و آسایش را گرفته است. فقط «کفش‌های طبی» غرب خوب است و «ما باید قدر آن‌ها را بدانیم».
کسروی می‌گوید «دعوی پیشرفت یاوه‌ترین سخن است». ابزارهای «جهان باستان» اجازه کشتار فراوان نمی‌داد، اما تکنولوژی مدرن «غرب» جنگ‌های بزرگی با میلیون‌ها کشته پدیدآورده است. تمامی اختراعات مدرن، زندگی عادی را هم به صحنهٔ جنگ دائمی تبدیل کرده‌اند. «گیتی با این علوم پیشرفته و اختراعات بیشمار اروپایی از آسایش و خورسندی بی‌بهره است». به نظر کسروی، دین مهم‌ترین عامل کاهش کشاکش و افزایش آسایش است. «دشمنان دین هرچه می‌خواهند بگویند، ما بی‌دینی را آزموده‌ایم که مایه گرفتاری جهان و دشمن آسایش جهانیان است». به سوء استفاده‌هایی که از دین در طول تاریخ شده اذعان می‌کند، اما در عین حال می‌گوید «از بی‌دینی گریزانیم». می‌گوید: «ما از آسیا گهواره دین برخاسته ایم» و می‌دانیم که دین دست کم ۴ کارکرد مثبت دارد و خشنودیم که این آثار هنوز از میان ما کاملاً پاک نشده است. سپس برای تأیید مدعای خود شواهد و قرائنی از رفتارهای اخلاقی مردم ارائه می‌کند. اما تأکید می‌کند که «در شهرهای بزرگ که مردم به عادت و اندیشه‌های اروپایی آلوده هستند»، راذیل اخلاقی جایگزین فضایل اخلاقی شده است. غرب با اختراعات خود به جان دین افتاده و «بی‌دینی» یکی از واردات «شرقیان اروپا رفته» برای مردم خودشان است. باز هم تأکید می‌کند که «دین عامل آبادی جهان» است. می‌گوید آثار افرادی که فیلسوفان آزاداندیش اروپاً در سه قرن اخیر به‌شمار می‌روند، سرشار از «سخنان زهرآگین» و «کج‌اندیشی بنیادین» است که موجب بیزاری مردم از دین و گمراهی ساده دلان می‌شود. در حالی که تأمین آسایش جهان جز از راه دین از دشوارترین کارهاست.
می‌گوید ادعای غربیان این است که قانون را جایگزین دین کرده‌اند، اما بشریت به دین و قانون محتاج است. اگر قانون یک سود دارد، دین ده سود دارد. آن گاه گزارشی مفصل از نابهنجاری‌های جوامع غربی قانون سالار ارائه می‌کند. سپس از فرایند مدرنیزاسیون چند قرن اخیر غرب اعلام بیزاری کرده و خواهان بازگشت به دوران پیشا مدرن می‌شود. اما اذعان می‌کند که غربیان به این مطالبه او گردن نمی‌نهند
کسروی می‌گوید هدف او از اعلام وضعیت بد غرب- در اثر رشد علوم تجربی و تکنولوژی مدرن- عیب جویی از غربیان نیست، بلکه روشن کردن نسبت «شرق» با «اروپا» است. غرب در لجنزار گیر افتاده است و شرق هم بیخردانه می‌پندارد که آنان در شاهراه سعادت قرار دارند و ما هم باید به راه آنان برویم. بدترین عیب غرب، بی‌دینی است. اگر بی‌دینی فقط و فقط خدانشناسی و آخرت نشناسی بود، بازهم قابل تحمل بود، ولی دین پایه ستوده اخلاق است و بی‌دین‌ها از فضایل اخلاقی بی بهره‌اند. هرجا دین از شکوه افتاده، رذایل اخلاقی افزایش یافته است.
دومین عیب غربیان صنعت مدرن است. او مارکس وار می‌گوید که این نظام موجب کاهش شدید دستمزدها و میلیون‌ها بیکار شده که هر یک از آنان باید ۵ الی ۶ نفر را سیر کنند. صنعت از خون هزاران خاندان تغذیه کرده و در برابر هزار میوه زهرآلوده فقط یک میوه شیرین تولید می‌کند. کارگران هم در احزاب بسیج شده و به دنبال نابودی سرمایه‌دارها هستند. تولید و تجارت به هدف اصلی اروپا تبدیل شده و برای آن جنگ جهانی به راه می‌اندازند.
برای سودهای گزاف، کمپانی‌های فیلم‌سازی درست کرده و سینما به راه انداخته‌اند که دیدن آن فیلم‌ها جز تباهی اخلاق و اختلال مغز فایده‌ای ندارد. با توجه به اینکه سیاست سوادگری غرب جز زیان برای ما شرقیان چیزی ندارد، پس چرا "به گفته‌های آن یکدسته فرومایگان که هواداری اروپا را پیشه خود ساخته اروپاییان را به اوج شرافت می‌رسانند، سر تسلیم فرود می‌آوریم؟! "
غرب در چنان تنگنایی گرفتار شده است که راه پس و پیش ندارد. اول- میلیون‌ها میلیون بیکار. دوم- جنگ بیکاران و فقرا با طبقه ثروتمند. سوم- رکود بازارها. و چهارم- گسترش روزافزون صنعت. اگر غرب برای این دردها درمانی نیابد، به زودی واژگون خواهد شد. صنعت عامل درد است، اما غرب به دوران ماقبل صنعت بازنمی‌گردد. در دوران ماقبل مدرن هم فاصله بی چیران و توانگران وجود داشته است، اما اینک فاصله طبقاتی چنان افزایش یافته که این دو دشمن یکدیگر شده‌اند. عامل نزاع‌های سیاسی غربیان هم همین است، در حالی که آنان بیشرمانه دروغ گفته و معنای دیگری به آن می‌بخشند. کارگران و فقرا منتظر فرصت‌اند تا کار توانگران را یکسره سازند. در حالی که در شرق میان توانگران و بی چیزان چنان دشمنی وجود ندارد. و در عین حال، "توانگران به حکم دین رعایت حال بینوایان را دارند". کار هم عامل نزدیکی شرقیان است، در حالی که ماشین عامل ناخورسندی است. دربارهٔ توجیهات غربیان در مورد وضعیت موجودشان می‌گوید: "اروپا خرد و منطق را از دست هشته"
به گفته کسروی، شرقیان از بس تعریف غرب را شنیده‌اند، گمان می‌کنند که اروپا «بهشت روی زمین است». در حالی که شکاف طبقاتی میلیون‌ها بیکار، بی خانمان، و مجرم پدیدآورده است. با اشاره به نگاه گزینشی غربگرایان به غرب، می‌گوید: «آنان که چشم باز کرده در اروپا و آمریکا توانگران را می‌بینند که هر کدام در اندک زمانی دارای میلیون‌ها دارایی شده‌اند و از اندازه کوشش و زیرکی آنان خیره می‌مانند، در پای عمارتهای بیست و سی طبقه آنان هزار هزار گرسنه گان و بیچارگان را هم ببینند که از ناچاری حاضرند به هرگونه پستی و زشتکاری تن در دهند»
کسروی در مورد "جنبش اروپاییگری در ایران" که بعدها غرب زدگی نامیده شد می‌گوید جنبش اروپاییگری به دنبال غربی کردن قوانین و آداب و اخلاق و سبک زندگی "شرق" است. این‌ها برای رسیدن به "قافله تمدن"، "گرانمایه‌ترین اندوخته‌های شرق"- یعنی دین و پارسایی و اخلاق- را زیر پا له می‌کنند. می‌گوید در حالی که در گذشته بردن نام زنان هم در مجامع عمومی مرسوم نبود، اینک غربگرایان زنان و خواهرانشان را به بزم‌های رقص و بدمستی می‌برند.
می‌گوید غرب همیشه به دنبال بازارهای شرق بوده است. اما اینک غربگرایان به کمک آنان شتافته‌اند. هدف رهبران جنبش مشروطه خواهی مبارزه با ستمگری و بی نظمی و عدالت‌خواهی و نظم و سامان بود، نه اروپاییگری. اما غربی‌ها از راه همراه کردن برخی از ایرانیان با خود، جنبش "عدالتخواهی" مشروطه را به اروپایی خواهی تبدیل کردند. غربگرایان برای اروپاییگری هر دروغ و گزافه‌ای دربارهٔ اروپا گفتند. اروپا را بهشت خوانده و زنان و مردانشان را به فرشتگان روی زمین تبدیل کردند. گفتند که شرق فاقد تمدن است و باید همه چیز را از غرب بگیرد. گفتند که "هرچه در اروپاست ستوده و نیکو، و هر چه در شرقست نکوهیده و بد. یکی [تقی‌زاده] هم پرده از روی مقصود برداشته و بیباکانه گفته: ایرانیان باید از تن و جان و از دورن و برون اروپایی شوند!.
غربگرایان نادان تاریخ شرق را از جنبش اروپایی گری آغاز می‌کنند و دوران درخشان پیش از آن را- که چشم جهانیان را خیره ساخته بود- هیچ قلمداد می‌کنند. کسروی آنان را «بی سر و پا»، «غوغا» سالار، «لجام گسیخته»، «فرومایه»، و جاده صاف کن اروپا می‌خواند. مردم ساده دل ایران ناگهان با این غربگرایان روبرو شدند که دین و اخلاق و سبک زندگی شان را ریشخند می‌کردند و ادعا می‌کردند که اروپا بهشت روی زمین است. نه کسی اروپاییگری را نقد کرد و نه هیچ‌کس واقعیت‌های غرب را با مردم در میان نهاد. بدین ترتیب غرب‌گرایی رشد کرد. اروپا با اعزام هزاران لشکر و میلیون‌ها پول نمی‌توانست کار غرب‌گراها را انجام دهد. هدف اصلی اروپا «ربودن دارایی شرق» است، و برای این مقصود علم و تمدن را دستاویز ساخته و آسایش شرق را از او گرفتند
در این نوع رابطه شرق با غرب؛ "شرق" دین و فضایل اخلاقی و دستگیری از بینوایان خود را از دست خواهد داد و به جایش بی‌دینی و خودخواهی و ستیزه‌جویی خواهد گرفت. کسروی یک یک رذایل اخلاقی را که جایگزین فضایل اخلاقی شده، برمی‌شمارد. یک عصر طلایی از گذشته می‌سازد که با اروپایی گری رو به زوال نهاده است. می‌گوید "جنبش اروپاییگری ریشه درستکاری و پارسایی را از ایران می‌کند". می‌گوید سیاحان غربی که در دوران ماقبل مدرن به ایران می‌آمدند، چهره‌ای بسیار زشت از ایرانیان ترسیم می‌کردند. اروپا شرق را خوار می‌کند. اما غربگرایان جز ستایش غرب سخنی نمی‌گویند. "دلدادگان فرومایه اروپا" خائن‌هایی هستند که در هر زمینه‌ای غرب را برتر از شرق به‌شمار می‌آورند. این "مزدوران شرکت‌های اروپا" و دشمن ایران، مبلغ "مفت ترین" ادعا هستند که اروپا برتر از شرق است.

### فخرالدین شادمان و فکلی فرنگی‌مآب
فخرالدین شادمان (۱۳۴۶–۱۲۸۶) چند اثر مهم منتشر کرد که از میان آن‌ها تسخیر تمدن فرنگی - ۱۳۲۶- مشهورتر است. به گمان شادمان مسئله اصلی ایران «حمله تمدن فرنگی» است که اگر دفع نشود، «ملت ایران از میان خواهد رفت». ایران در طول تاریخ با دشمنان بسیاری رویارو شده است، اما هیچ‌گاه «دشمنی صعب به قدرت و بیرحمی تمدن فرنگی به ایران روی نکرده است». این خصم «می‌خواهد ما را بنده و فرمانبردار خود کند و حتی مثل اسکندر سر وصلت و سازگاری هم با ما ندارد». او هشدار می‌دهد که «اگر تمدن فرنگی ما را بگیرد، تاریخِ یکی از مهم‌ترین و قدیمترین ملل بزرگ عالم به سر خواهد رسید و دفتری که دوهزار و پانصد سال باز بوده است یکباره بسته خواهد شد»
سپس وارد نقد شیفتگان غرب- تحت عنوان فکلی - می‌شود. «فکلی» ایرانی نابخرد دشمن ایران است که با تضعیف روح ملی به کمک سلطه تمدن فرنگی می‌رود. «هوشنگ هناوید» نماد فکلی فرنگ رفته‌ای است که شیفته ظواهر غرب و تقلید مبتذل از آن هاست. آشنایی و تسلط کافی به زبان فارسی ندارد و در عین حال یکی از زبان‌های غربی را اندکی می‌داند. مدعی غرب‌شناسی و اصلاح همه مسائل ایران است. فکلی ناجوانمرد، غافل و مغرض است. ادعا می‌کند که با تغییر خط مسئله ایران حل خواهد شد. فکلی قادر به تمایز دوست از دشمن نیست و نمی‌داند که فرنگی یی که «از سر کینه و عناد و به واسطه خودبینی و تعصب، اسلام را موجب بدبختی و بیچارگی ایران می‌خواند»، در حقیقت «دشمن دین ماست نه دوست ایران». سطحی نگری و ظاهرپرستی فکلی به ناآگاهی از مهم‌ترین بزنگاه‌های تاریخ سیاست ایران منتهی شده است. در عین حال خود را «سیاست‌شناسی» چون مترنیخ و بیسمارک قلمداد می‌کند. فکلی تمدن فرنگی را «با رقص گونه بر گونه و قمار کردن و به میخانه پر از دود و دم رفتن» تقلیل می‌دهد. فکلی نه «فرنگ‌شناس» است و نه ایران‌شناس. نه ایرانی است و نه فرنگی. از ایران بریده در حالی که به عمق تمدن فرنگی دست نیافته است. بدین ترتیب، «فکلی بزرگ‌ترین خصم ایران است»، زیرا «در هنگام حمله تمدن فرنگی به ایران این دشمن خانگی همدست بیگانه است و برای ماهی گرفتن دیگران آب را گل‌آلود می‌کند و به امید آنکه تمدن فرنگی ما را زودتر بگیرد از خیانت به فکر و زبان و آداب و رسوم خوب ما روگردان نیست»
شادمان اقتباس آگاهانه فرهنگ غربی را تجویز می‌کرد: «امیدوارم به قدر وسع خود بر خواننده مبرهن کرده باشیم که تسخیر تمدن فرنگی از واجبات است و آن را باید با مراعات شرایط عقل و تدبیر هرچه زودتر بگیریم تا چشم و گوش و دست و زبان بسته گرفتارش نشویم». شادمان دارای آن تیزبینی بود که اذعان کند «تمدن فرنگی را به آسانی تعریف نمی‌توان کرد». لذا آن را به یک منطقه جغرافیایی فرو نمی‌کاست. او تغییر لباس، خط، زبان و دیانت را معیار دست یافتن به ویژگی‌های مثبت تمدن فرنگی به‌شمار نمی‌آورد. علم، ادب و هنر شاخص‌های اصلی‌اند و بدون کوشش فروان نمی‌توان به آن‌ها دست یافت. شادمان بر این باور است که ما باید تمدن فرنگی را تسخیر و از آن خویش سازیم. او گوشزد می‌کند که نمی‌توان به بهانه داشته‌های خویش، دستاوردهای مثبت تمدن فرنگی را نادیده گرفت. به گمان او برتری فرنگ در نگرش علمی و دانش فنی است، نه باورهای اخلاقی و سبک زندگی. راه حل تجویزی او این است که: «باید از دو کار یکی را اختیار کرد یا خود به راهنمایی ذوق و عقل و با رعایت شرایط حزم و احتیاط تمدن فرنگی را بگیریم یا بی چون و چرا تسلیمش شویم تا بیاید و سیل وار ما را بگیرد»

## افراد
در این سه فرد-جلال آل احمد، داریوش شایگان و رضا داوری- سه معیار وجود دارد که ملاک گزینش آن‌ها به عنوان پیشگامان گفتمان غرب زدگی است و این انتخاب صرفاً به خاطر مشهور بودن آن‌ها نبوده است. نخست آن که این افراد فکرت‌های فلسفی در باب غرب زدگی را تفصیل و توضیح داده‌اند. دوم آن که دیدگاه‌های مختلف و گوناگون در این باره را گسترش داده‌اند. سوم آن که آن‌ها پاسخ غالب اندیشمندان ایران در دهه‌های هفتاد و هشتاد و نود میلادی را به صورت مواجهه با غرب نشان داده‌اند. به نام این سه تن باید از سید احمد فردید نیز نام برد که غرب زدگی را در معنایی متفاوت بکاربرده است.

### احمد فردید
غرب‌زدگی از نظر فردید عبارتست از اینکه علم حاصل از تجربه زیسته خودی جایِ خود را به علم حصولی از غرب می‌دهد که یک غفلت از وجود است.
غرب‌زدگی مفهومی است که احمد فردید آن را نخست در زمستان ۱۳۳۵ (به روایت سیدعبدالله انوار در یادنامه جلال آل‌احمد) در مناظره با دکتر محسن هشترودی در باشگاه مهرگان (مرکز جامعه لیسانسیه‌های دانشسرای عالی) مطرح کرد. سپس در آغاز دهه ۴۰ در سمیناری که از سوِی محمد درخشش، وزیر آموزش و پرورش دولت علی امینی، با عنوان «بحث در مبانی آموزش و پرورش» برگزار شد به توضیح آن پرداخت. جلال آل‌احمد در آن سمینار حضور داشت و مفهوم را برداشت کرد. جلال سپس به انتشار رساله «غرب‌زدگی» بیشتر با تأکید بر جنبه‌هایِ سیاسی و اجتماعی/فرهنگی آن در مهر ۱۳۴۱ اقدام کرد.
اصطلاح غربزدگی را فردید متعلق به خود می‌داند. وی عنوان می‌کند که این عبارت زمانی که در اروپا می‌زیسته به سراغش آمده است. وی بیان می‌کند که در بیست سالگی تحت تأثیر پوزیتیویسم و غرب زدگی بوده است. خواندن کتاب‌های گوستاو لوبون را هم در همین راستا می‌داند.
اندیشه غرب زدگی نزد فردید با مفاهیم بسیاری نظیر نیست انگاری، یونانیت و ادوار تاریخی و مکر شب و روز ارتباط دارد.
خود وی هم به این نکته اشاره کرده که تعبیرهای مختلفی از غرب زدگی دارد. از نظر وی غربزدگی انواعی دارد. اگر غربزدگی همان یونانیت باشد غربزدگی مضاعف است و اگر یونانیت برای باشد ندانسته غرب‌زده مضاعف دانسته می‌شود. از نظر وی سقراط همچون مسیلمه دروغگوست که پرتو وحی بر او افتاده است. وی این وحی را کالی یوگا می‌نامد. فردید بر این باور است که غربزدگی به‌طور رسمی با افلاطون و سقراط آغاز می‌شود. وی غربزدگی سقراط و افلاطون و ارسطو را غیر مضاعف می‌داند درحالی‌که غربزدگی دوران جدید در قرن نوزدهم مضاعف است. غربزدگی غیر مضاعف در یونان است و در آن قارعه به سراغ کلیت می‌رود. تفسیر افلاطون خود بنیاد و بازگشت آن به موضوعیت نفسانی قارعه یا طاغوت است. از منطق دکارت تا هگل را فردید نوعی غرب زدگی مضاعف می‌داند. البته وی غرب زدگی را ناپایدار و در بحران می‌داند.
کسی که غرب‌زده است از نظر وی یا تشبیهی یا تنزیهی است؛ و هر کدام یا ایجابی یا سلبی اند. غرب‌زده سلبی می‌داند که غرب‌زده است ولی با غرب مخالفت می‌ورزد. فردید حتی آل احمد را غرب زده می‌داند. وی معتقد است درحالی‌که آل احمد نمی‌دانسته است که غرب زدگی چیست وی به این نکته آگاهی دارد.
از نظر وی اکثر اندیشمندان همچون شیخ اشراق و حلاج، و حتی غزالی غرب زده بودند. تعریفی که وی از غرب زدگی ارائه می‌دهد همان یونانی زدگی است. از نظر وی غرب زدگی یعنی این که اسمی که بر یونان افتاده است گسترش یافته است. وی علت غربزدگی را دو چیز می‌داند:یکی علت موجده غرب و شرق جغرافیایی و ژئوپلتیکی است. بیزن عبدالکریمی مفهوم غربزدگی در اندیشه فردید را در ارتباط با فلسفه تاریخ گونه می‌داند. بر این اساس غرب زدگی پوسته‌ای فردیدی و محتوایی کاملاً هایدگری دارد. این اصطلاح را خود فردید وضع کرده است و شیفته آن بوده است. عبدالکریمی مفهوم غربزدگی نزد فردید را به مفهوم مثلث زر و زور و تزویر از شریعتی مقایسه کرده است. این مفاهیم شاه کلید دریافت این تفکرات است. وی غربزدگی نزد فردید را به معنایی کاملاً وجود شناختی و همچون غفلت از وجود می‌داند. غرب به معنای مرگ تفکر حضوری و اقبال کردن به علم حصولی معنا شده است که همان غفلت از وجود است. مفهوم غرب همان مفهوم متافیزیک است؛ و غرب‌زدگی به معنای غلبه تفکر متافیزیکی بر هر گونه تفکر شهودی، قلبی و معنوی و حضوری است.

### جلال آل احمد
جلال آل احمد در کتاب غربزدگی غرب را حیله‌گری طناز می‌داند که همیشه می‌خواسته شرق را که مسلمان زاده‌ای سر به راه است بفریبد و اگر شد نابودش کند. او دیار اسلام را شرق می‌داند که توطئه غرب مسیحی بارها کمرش را شکسته است بیداری غرب و رنسانس را نتیجه برخورد فرنگ با جهان اسلام در جنگ‌های صلیبی و اخذ تمدن و دانش آن می‌داند و معتقد است رستاخیز غرب به دلیل این بوده است که خطر را درک کرده و از اندلس تا دروازه وین خود را در محاصره شمشیرهای اسلام دیده است. غربی‌ها همیشه درایت داشته‌اند و به تعبیر او خنجر را از پشت به جهان اسلام می‌زدند. جلال یکی از این خنجرها را صفویه می‌داند که در پشت عثمانی ایستاده بود و آن خلیفه اسلام را تضعیف کرد و جبهه فرنگ را تقویت کرد. او تنها سد مقابل غرب زدگی را اسلام خاورمیانه می‌داند که برج و بارویش حوزه‌های علیمه و پاسدارانش روحانیت اند و پیش قراولان غربزدگی را میرزا ملکم خان و طالبوف و آخوند زاده می‌داند. او ظهور صفویه و اختلاف با عثمانی را زیر سر غرب می‌داند. او غربزدگی را دارای دو ریشه می‌داند: یکی در شیعه گری صفوی و درگیری با عثمانی که زمینه‌های درونگرایی را ایجاد کرد و دوم در هجوم غرب برای استیلا.
جلال به دیدار آیت‌الله خمینی رفت، کتاب غربزدگی را همراه برد و دید از قضا آیت‌الله این کتاب را پیشتر گرفته و خوانده است و جلال به خنده می‌گوید «مگر شما هم این مزخرفات را می‌خوانید». این یک ربع دیدار در ذهن خمینی ماند و سال ۵۸ وقتی شمس آل احمد-برادر جلال- در کسوتِ سردبیر روزنامه اطلاعات به دیدار او رفت از آن یادکرد و خندید.
کلمات کتاب در حافظه خمینی باقی ماندند و در سخنرانی‌های پس از انقلاب، بارها غربزدگی را تکرار کرد: "نقطه اول این است که خود انسان متحول شود، انسان از غربزدگی بیرون بیاید، آیا باید حتما وزارت خانه‌های ما … طوری باشد که هرکس تویش برود خیال کند در یک جایی غیر ایران است."-۱۵/۱۲/۵۷ "قلمهای مسمومشان با قدمهای بسیار کثیف شان بر ضد اسلام برداشته می‌شود یک چیزی از یک مقاله در اروپا منتشر شده، خوانده‌اند همان را میزان فهم خودشان قرار داده‌اند، غرب زده‌اند دیگر

### داریوش آشوری
آشوری در سال ۱۳۴۷ در نقد غرب زدگی آل احمد، به دفاع از مفهوم غرب زدگی پرداخت و گفت: "انسان غرب زده انسان "متمدن غربی" نیست بلکه کاریکاتوری است از شیوه زندگی و کردار غربی. خصوصیت اصلی او گریز از خود و دلخوش بودن به این است که شبیه چیزی باشد که به گمان او الگوی "متعالی" و "مترقی" و "متمدن" بودن است. او سازنده نیست فقط منعکس می‌کند. جامعه امروز ما… به این درد تاریخی مبتلا است و آن قدر مبتلاست که دیگر آن را احساس نمی‌کند" داریوش آشوری جسارت جلال در نقد واقعیات ملموس را ارزشمند می‌داند ولی دلایل اقتصادی و تاریخی او را بیراه ارزیابی می‌کند و انذار می‌دهد: "آخر روحانیت چگونه سدی بسازد در برابر تمدن و فرهنگ غرب، لابد توقع داشتی از زیر قبای تحجر قرون وسطایی، تالی دکارت و اسپینوزا و هگل و نیوتن بیرون بیاید… آخر این گروه از همه دیرتر با تحولات آشنا می‌شوند و تطابق می‌کنند و در ادراک زمانه از همه کند ترند." او مطرح کردن ماجرای اعدام شیخ فضل‌الله توسط جلال (جلال بر دار رفتن شیخ فضل‌الله نوری را آغاز استیلای غرب بر ایران خوانده بود) را نشانه لجاجتِ او می‌داند که برای فرار از غرب به دامن تحجر و ارتجاع می‌گریزد.
آشوری گفت: "این کلمه یک سیر تاریخی است که در آن در زیر فشار یک فرهنگ و تمدن مسلط گروه کثیری از اقوام و ملت‌ها (از جمله ملت ما) خصوصیت انسانی خود را از دست می‌دهند و به شیئی تبدیل می‌شوند. این سیر بدین صورت اتفاق می‌افتد که انبوهی از فرهنگ‌های متنوع و زنده که هر یک برای خود حوزه‌ای داشتند، یک باره از نیروی حیات و خلاقیت تهی می‌شوند… مسئله رابطه فرهنگ غربی و فرهنگ‌های دیگر این نبود که فرهنگی "مترقی" و "پیشرو" فرهنگ‌های متحجر و کهنه شده را از میدان به در کرده و خود جای آن‌ها را گرفت، بلکه به مدد افزارهای تکنیکی خود فرهنگ‌های دیگر و انسانیت متعلق به آن‌ها را در زیر سنگینی خود خرد کرده و آن‌ها را تابع خود ساخت و همان طور که سارتر می‌گوید انسان‌ها را به دو دسته "انسان متمدن" و "بومی" تقسیم کرد. آن چه تسلط فرهنگ غرب در مردم دیگر القا کرد عقده حقارت و ترس و احساس بیگانگی با خود و بیزاری از خود بود و این‌ها پایه‌های روانی آن حالت مرضی است که "غرب زدگی" نامیده می‌شود"

### علی شریعتی
علی شریعتی تجدد را تقلید محض ظواهر غربی به‌شمار می‌آورد. و متجددان را عمله‌های استعمار دولت‌های غربی و گشاینده راه مصرف کالاهای غربی. اما تمدن را تفکر و فرهنگ و اندیشه و علم و فلسفه می‌دانست. در "بازگشت به کدام خویش؟ " می‌گفت که "نهضت اصلاح طلبی عوضی و روشنفکربازی متجددانه فرنگی مأبی" را از میرزا ملکم خان تا تقی‌زاده می‌توانید دنبال کنید که مصرف پوشاک غربی را تمدن قلمداد کرده و برای فرنگی‌ها "عنتری" می‌کردند. متجدد به این عنوان «یعنی آدم‌هایی برده معنوی و مجذوب ارباب فرنگی و راه بلد و راه بازکن استعمار خارجی در جامعه بومی و کارشناس بازار ساختن جامعه برای کالاهای مصرفی تفننی دستگاه عظیم صنعتی- سرمایه‌داری غرب». مدرنیزاسیون به این معنا را رد می‌کرد و می‌گفت آن را به نام تمدن به خورد ما می‌دهند. می‌گفت که تقی‌زاده "مفتی مذهب تجددبازی" است. متجددان به این معنا را روشنفکر به‌شمار نمی‌آورد و آنان را تحصیل کرده‌های واسطه استعمار می‌خواند. اما همان‌جا به سرعت می‌گفت که گروهی با حربه غرب‌زدگی و بازگشت به خویشتن با هرگونه فکر تازه مخالفت می‌ورزند. می‌گفت تنها راه رهایی از غرب‌زدگی، «شناخت درست و عمیق فرهنگ و تمدن اروپایی» و «شناخت درست و عمیق فرهنگ و مذهب خویش» است و بدون «شناختن حقیقی سیما و روح غرب» نمی‌توان از غرب‌زدگی رهایی یافت.
شریعتی می‌گفت که غرب زدگان و مرتجعان یک ویژگی مشترک دارند. هر دو گروه به این باور دارند که تمدن غرب یک کل واحد یکپارچه است. امکان نقد و گزینش وجود ندارد. غرب زده می‌گوید باید کل آن را چشم بسته پذیرفت، مرتجع می‌گوید کل آن را باید یک جا طرد کرد و با آن خصومت ورزید. می‌گفت: «مرتجعین متعصب و کهنه پرست، با غرب و تمدن و فرهنگ غرب یک پارچه و به قول فرنگی‌ها به‌طور سیستماتیک مخالفند».

### سید حسین نصر
سید حسین نصر در سال ۱۳۵۰ برای دانشجویان دانشکده کشاورزی کرج سخنرانی می‌کند و در تلاش اسفند ۱۳۵۰ متن سخنرانیش منتشر می‌شود. می‌گوید که تجدد و مدرنیسم دچار بن‌بست و بحران است. در عین حال تأسف می‌خورد از این که در برخی کشورهای جهان سوم «خیلی زیاد از حد کورکورانه از تفکر غربی پیروی می‌کنند…[اما این فکرها] در خود ممالک غرب کهنه و به اصطلاح از مد افتاده است». در ایران تعداد افرادی که تمدن غرب را بشناسند، نادرند. می‌گوید اگر تا ۱۰ سال دیگر مسایل زیست‌محیطی و آب و هوای کشورهای صنعتی حل نشود، «برای همیشه حل ناشدنی خواهد ماند». میزان خودکشی جوامع غربی یکی دیگر از بحران‌های حل ناشدنی آنان است که در این زمینه سوئد و دانمارک و آمریکا رتبه اول تا سوم را دارند. تمدن غرب و تجدد شکست خورده است. می‌افزاید: «بعضی‌ها فکر می‌کنند که این حس شکست تمدن غرب پدیده‌ای زودگذر است که به نحوی توسط تمدن فعلی غرب بر طرف خواهد شد… غافل از این که بشر غربی با یک نوع بن‌بست فکری و بحران عظیم مواجه شده است»
اما "غرب زده"‌ها نمی‌خواهند این‌ها را باور کنند. راه حل رجوع به فرهنگ، تمدن، دین، فلسفه و عرفان بسیار غنی خودمان است "که همگی از معارف اسلامی سرچشمه گرفته است، برای غرب نیز حیاتی است، چون فقط این نوع معارف می‌تواند مغرب زمین را از ریشه‌های فراموش شده خود آگاه سازد"
نصر در مجله یغما اردیبهشت ۱۳۵۲ در مقاله‌ای دربارهٔ تقابل ایران با غرب می‌نویسد که تقابل ایران با غرب که می‌کوشد "تا تمام فرهنگ‌های دیگر را در مقابل خود خرد و نابود کند"، به یقین تعیین‌کننده حیات آینده ماست. به جای تقلید از غرب، باید غرب‌شناسی کرد. غرب‌شناسی هم منوط به آن است که "بتوانیم از تحت تأثیر فوری ضرباتی که به ما و فرهنگ ما وارد آورده است، در آئیم و از بیرون به آن بنگریم". انسان‌شناسی اسلام می‌گوید که انسان با صورت خداوند آفریده شده است، اما غرب این نگاه را فراموش کرده است. فلسفه و علم را از دین جدا کردند و به انحطاط رسیدند. در فلسفه غربی شهود عرفانی جایی ندارد و رابطه انسان با عالم معنا قطع شده است. کل تفکر غرب در قرون اخیر نمودار انحطاط است. تمدن غرب با "چیره دستی" و "حیله گری" مقاصد سیاسی و اجتماعی خود را دنبال می‌کند. آسیا باید از غلبه سیاسی و اقتصادی و فرهنگی غرب نجات یابد. این تمدن فاقد معنویت و از درون در حال فروپاشی است؛ بنابراین: "ما ناچار خواهیم بود در آینده به دنبال راه حل‌های بومی خود برویم؛ یعنی راه حل‌هایی مرتبط با فرهنگ و سنن ایرانی. دیگر نمی‌توان به دنبال غرب قدم گذاشت" "در مقابل یک تمدنی که تهاجمی است، ولی در عین حال در شرف افول و فرو ریختن از درون است، قرار گرفته‌ایم… مغرب زمین به وضعی رسیده است که می‌توان آن را مرحله انحلال چهره انسان نامید. نباید اجازه دهیم که این اضمحلال در مورد ما نیز تکرار شود" نصر می‌گوید ما در این نبرد حتماً باید بر غرب پیروز شویم. برای پیروزی، تنها امید او به سنت گرایی اسلامی است. باید فرهنگ اسلامی ایران را که یکی از بزرگ‌ترین فرهنگ‌های جهان است، "برای خود حفظ کرده، در سطحی تازه و با حیاتی نوین به جهانیان عرضه داریم"
روزنامه رستاخیز- اول اسفند ۱۳۵۵ مصاحبه با نصر دربارهٔ «پایان تمدن غرب» را منتشر می‌سازد. او می‌گوید فلسفه اسلامی- به معنای کلیت وسیع و مختلف اندیشه اسلامی، شامل فلسفه، عرفان، کلام و همه نمودهای معنوی و اجتماعی آن- «یک مکتب زنده فکری» است. اما تمدن غرب به بن‌بست رسیده و انسان هیچ آینده‌ای در این تمدن ندارد. تهاجم و سلطه نظامی غرب بر ما موجب حقارت شده و برخی گمان می‌کنند که آنان دارای برتری فکری هم هستند. اما این رویکرد غرب زده نادرست است. راه نجات اندیشه و شریعت اسلامی است: «یعنی نه تنها اندیشه اسلامی ایرانی را زنده و پذیرفته شده می‌بینم، بلکه آن را تنها راه نجات بشر از سرکشی‌های فکری و فسادهای عملی و اجتماعی و بی نظمی‌های هنری می‌دانم… این که انسان در زندگی اجتماعی خود چه روابط و رفتاری داشته باشد…شریعت اسلام به‌طور کامل و جامع به آن پرداخته‌اند و نوع و نمونه رفتار صحیح اجتماعی را به‌طور وضوح با احکام متقن خود، تعیین و تصریح کرده‌اند»

### داریوش شایگان
داریوش شایگان می‌گوید تفکر مغرب زمین چهار مرحله نزول یابنده روح را پشت سر نهاده است: ۱- نزول از بینش شهودی به تفکر تکنیکی. ۲- نزول از صور جوهری به مفهوم مکانیکی. ۳- نزول از جوهر روحانی به سوائق نفسانی. ۴- نزول از غایت اندیشی و معاد به تاریخ پرستی روشنفکران شرقی به جای آن که از دام مدرنیزاسیون غربی بگریزند، گمان کردند که می‌توانند در عین حفظ هویت فرهنگی خود، تکنولوژی مدرن غربی را از آن خویش سازند و از آن استفاده کنند. اما: «نمی توان گفت ما تکنیک را می‌پذیریم و از عوامل مضمحل کننده آن می‌پرهیزیم، زیرا تکنیک خود حاصل یک تحول فکری و نتیجه یک سیر چند هزار ساله است»
شایگان گفت: «مدرنیته ما را دچار اسکیزوفرنی یا روان‌گسیختگی کرده است زیرا نظام ارزشی خود را بر ما تحمیل کرده و ما در میان دو جهان بیگانه از یکدیگر به سر می‌بریم». «غربزدگی نه فقط جهل نسبت به غرب و ناآگاهی به تقدیر تاریخی خودمان است، بلکه همراه با بیگانگی از خودمان نیز است». او هشدار می‌داد که «در برابر فرهنگی [غرب] که به مهاجم‌ترین وجه هستی ما را تهدید می‌کند، ما حق سکوت نداریم». شرق- و در اینجا به خصوص ایرانی ها- باید حافظ میراث فرهنگی خود در برابر تهاجم فرهنگی غرب باشند و «امروزه طبقه‌ای که کم و بیش حافظ امانت پیشین ما است و هنوز علی‌رغم ضعف بنیه، گنجینه‌های تفکر سنتی را زنده نگاه می‌دارد، حوزه‌های علمی اسلامی قم و مشهد است»

### رضا داوری اردکانی
رضا داوری شاگرد احمد فردید است. او راه نقد مدرنیته غرب را پیش گرفت و در کتاب «وضع کنونی تفکر در ایران» در ۱۳۵۷ خطوط کلی برای نوعی مواجهه با غرب را که البته غرب ستیزی حاکمانه بعد از انقلاب تلقی شد، پی ریخت. می‌توان گفت این کتاب برداشت‌هایی از همان طرح غرب‌زدگیِ فردید است. وقوع انقلاب، که متفاوت از انقلاب‌های دیگر بود تا حدی که فیلسوفی مانند میشل فوکو را به ایران کشاند ذوق زدگی و تلقی شکل‌گیری نوعی دیگر از «عالم» برابر دیدگان برخی متفکران به وجود آورد و همدل با نظام تازه تأسیس شدند. طرحی نو که نه شرقی بود و نه غربی. داوری کتاب «انقلاب اسلامی و وضع کنونی عالم» را در چنین وضعیتی نوشت و عبدالکریم سروش، «دانش و ارزش» را و هر دو در مواجه با نظام تأسیس شده، خود را نه غربی - نه شرقی می‌دانستند. داوری بعدها نظرات خود را تعدیل کرد. گفت: «ما باید پیش پای خود و امکاناتمان را ببینیم و آن کاری را که می‌توانیم انجام دهیم. گاهی حرف‌هایی زدم که سیاست بود. عذرخواهی می‌کنم اگر دقیق نبوده است. از من می‌پرسند هنوز مثل ۳۰ سال پیش فکر می‌کنی؟ من ایده‌آلیست سی سال پیش نیستم. امروز در پایان عمرم وصیت نامه نوشته‌ام. من در کتاب ما و تاریخ فلسفه اسلامی حرف‌های بی‌خطری گفته‌ام اما در کتاب علوم انسانی و برنامه‌ریزی توسعه حرف‌هایی زده‌ام که می‌تواند خطرناک باشد.»